# Майк, Лу и Ог
„Майк, Лу и Ог“ (на английски: Mike, Lu and Og) е анимационен сериал, създаден от Михаил Шиндел, Михаил Алдашин и Чарлс Суенсън за Картун Нетуърк. Сериалът се разказва за 11-годишното момиче от Манхатън Майк, самоназначилата и разглезена принцеса Лу и момчето-гений Ог.